# Большая Библия

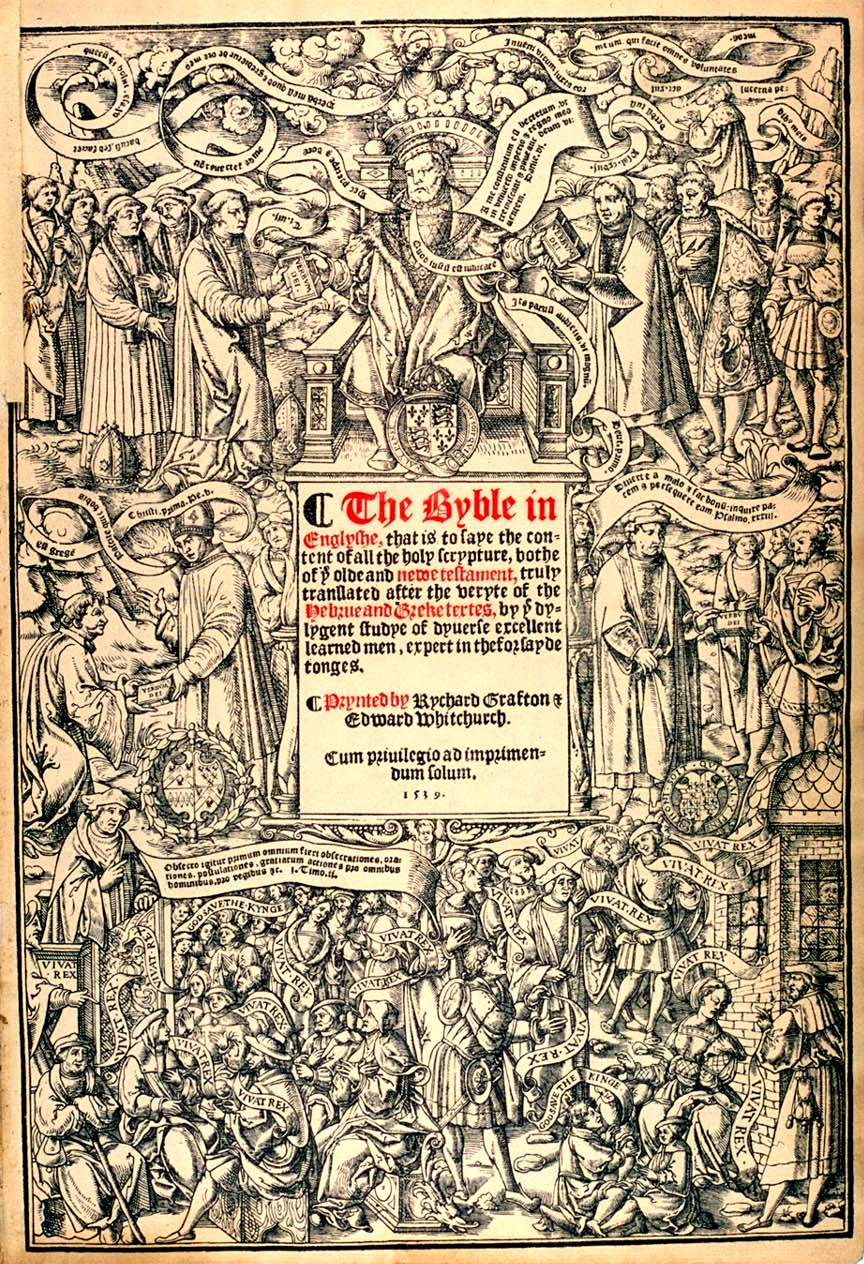
Первая страница издания 1539 года.

Больша́я Би́блия (англ. Great Bible) — первое официальное издание Библии на английском языке, предпринятое по приказу короля Англии Генриха VIII и предназначенное для чтения вслух во время церковных служб Церкви Англии. Большая Библия была подготовлена к изданию Майлсом Ковердейлом, работавшим под наблюдением Томаса Кромвеля, секретаря Генриха VIII и главного викария. В 1538 году Кромвель отдал духовенству распоряжение обеспечить подготовку «Библии на английском языке в одной книге полнейшего объёма и расположить её в таких удобных местах в зданиях вышеуказанной церкви, попечителями которой вы являетесь, чтобы ваши прихожане могли безо всяких затруднений прибегать к ней и читать её».
Большая Библия включает многое из Тиндейловской Библии, но с пересмотром фрагментов текста, расценённых как неверные. Поскольку Библия Тиндейла была неполной, Ковердейл перевёл оставшиеся книги Ветхого Завета и апокрифы из латинской Вульгаты и немецких переводов, вместо того чтобы работать с оригинальными греческими, древнееврейскими и арамейскими текстами. Хотя книга по причине своего большого размера чаще всего именуется «Большой Библией», она известна под несколькими другими названиями: «Библия Кромвеля», поскольку Томас Кромвель отдал приказ о её публикации; «Библия Уитчёрча» в честь её первого английского печатника; «Прибитая Библия», так как она прибивалась к кафедрам, чтобы предотвратить её похищение из церкви. Её также называли «Библией Кранмера», что было не совсем правильно, поскольку Томас Кранмер не занимался переводом этого текста Библии, а его предисловие впервые появилось только во втором её издании.